# Vấn đề lãnh thổ biên giới Việt Nam – Trung Quốc
Tranh chấp lãnh thổ giữa hai nước diễn ra từ năm 1951 cho tới nay, bao gồm cả tranh chấp biên giới trên bộ và trên biển, xuất phát từ cách nhìn nhận khác nhau của hai bên về Công ước Pháp-Thanh 1887 giữa Pháp (đại diện cho Việt Nam) và Nhà Thanh (đại diện cho Trung Quốc). Trên bộ, tranh chấp xảy ra trên nhiều mảnh lãnh thổ nhỏ dọc biên giới, với tổng diện tích khoảng 60 km². Trong những năm 1951-1975, chính phủ Việt Nam Cộng hòa bác bỏ những tuyên bố của Trung Quốc về chủ quyền lãnh thổ trên bộ và trên biển. Từ năm 1976, chính quyền Việt Nam (thống nhất) thể hiện lập trường tương tự. Tranh chấp lãnh thổ giữa hai quốc gia là một trong những nguyên nhân góp phần làm xảy ra cuộc Chiến tranh biên giới Việt-Trung năm 1979. Năm 1999, hai nước ký kết Hiệp định biên giới, theo đó giải quyết tranh chấp trên 227 km² biên giới, với kết quả mỗi bên nhận xấp xỉ 50% diện tích có tranh chấp.

## Bối cảnh lịch sử

Bản đồ nước Nam Việt của Triệu Đà

### Giai đoạn trước 1945

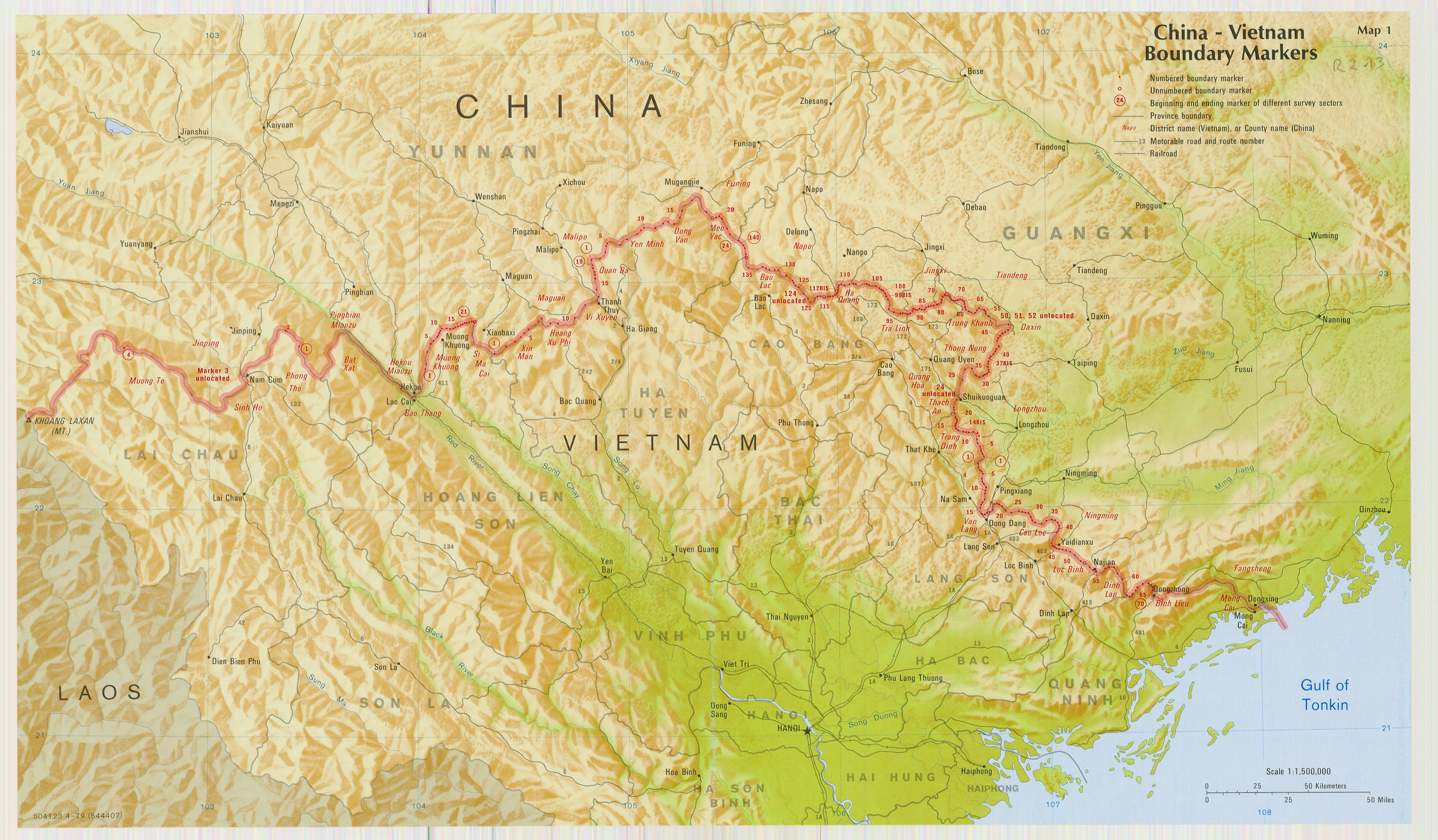
Bản đồ cột mốc biên giới Việt Nam-Trung Quốc theo Hiệp ước Pháp-Thanh 1887

Việt Nam giành lại được độc lập từ Trung Quốc từ năm 939.
Hòa ước Thiên Tân 1885 và Công ước 1887, 1895 ký kết giữa Nhà Thanh (Trung Quốc) và Thực dân Pháp công nhận 750 km vuông của tổng Tụ Long ở Vân Nam cũng như mũi Bắc Luân (Packlung) ở Quảng Đông là của Trung Quốc.

### Giai đoạn 1945 tới 1979
Kể từ khi Việt Nam Dân chủ Cộng hòa thành lập năm 1945, biên giới Việt-Trung trải qua một giai đoạn dài tương đối yên bình. Biên giới giữa hai nước là đường biên giới Pháp-Thanh phân định năm 1887, theo đó trên tuyến biên giới có 333 cột mốc. Tuy nhiên các cột mốc biên giới này không được coi sóc cẩn thận, một số cột mốc bị thời gian làm hư hại, hoặc "bị dịch chuyển về phía nam, nhưng Việt Nam khi đó đang tập trung tâm trí vào cuộc Chiến tranh Việt Nam, và Trung Quốc nói với Việt Nam biên giới không phải là vấn đề lớn, hai bên có thể để về sau giải quyết"
Trong những năm 1970, tình hình thay đổi, Trung Quốc tỏ ý muốn giải quyết vấn đề biên giới theo hướng có lợi cho họ. Đây cũng là cách mà Trung Quốc dùng để thăm dò thái độ của Việt Nam với Trung Quốc trong tương quan với Liên Xô. Trung Quốc cho rằng nếu những bất đồng về vấn đề biên giới trên bộ, cũng như chủ quyền các quần đảo Hoàng Sa và Trường Sa được giải quyết thì uy tín và vị thế của Trung Quốc trong mối liên hệ tay ba Việt Nam - Trung Quốc - Liên Xô sẽ tăng lên, và giảm thiểu khả năng Liên Xô sử dụng vấn đề tranh chấp lãnh thổ để lôi kéo Việt Nam và gây hiềm khích Việt Nam-Trung Quốc. Vì lẽ đó, Trung Quốc có lẽ đã bị bất ngờ khi Việt Nam từ chối đàm phán với Trung Quốc ở cấp cao để giải quyết mâu thuẫn lãnh thổ, lấy lý do "còn quá nhiều việc phải làm để giải phóng miền Nam". Theo Robert Ross, lý do của hành động này có lẽ là Việt Nam muốn trì hoãn đàm phán, chờ khi vị thế của mình được nâng lên với sự ủng hộ từ Liên Xô, để làm đối trọng với Trung Quốc.
Tháng một năm 1974, hải quân Trung Quốc đụng độ với hải quân Việt Nam Cộng hòa tại quần đảo Hoàng Sa và chiếm đóng các đảo này. Tới đầu tháng 2 năm 1974, đến lượt hải quân Việt Nam Cộng hòa đổ bộ và chiếm giữ sáu đảo thuộc quần đảo Trường Sa. Với sự kiện thứ nhất, các nhà lãnh đạo Việt Nam Dân chủ Cộng hòa lên tiếng kêu gọi các bên liên quan tiến hành thương thảo, nhưng im lặng khi sự kiện thứ hai xảy ra, và như vậy thực tế đã ngấm ngầm ủng hộ nhà cầm quyền Việt Nam Cộng hòa. Có thể nói như vậy tranh chấp lãnh thổ giữa Việt Nam và Trung Quốc đã âm ỉ diễn ra từ năm 1974.
Tới sau năm 1975, tới lượt Việt Nam muốn đặt vấn đề đàm phán lại đường biên giới được phân định theo Hiệp định Pháp-Thanh, đặt vấn đề đường biên giới lịch sử với 15 vùng lãnh thổ nhỏ tại Vân Nam và Quảng Tây. Những đòi hỏi này khiến Trung Quốc bực tức, góp phần làm quan hệ hai nước trở nên xấu đi. Cho tới đầu năm 1978, đã có hàng trăm vụ xung đột vũ trang trên biên giới diễn ra, với mật độ ngày càng cao. Tuy nhiên, truyền thông Trung Quốc im lặng trước những vụ việc này, Trung Quốc tỏ ra bình tĩnh hơn Việt Nam, dường như họ không muốn xảy ra một cuộc chiến tranh truyền thông giữa hai nước, không muốn căng thẳng lên cao.
Trong khoảng thời gian từ tháng 4 cho tới tháng 8 năm 1978, quan hệ giữa hai nước trở nên đặc biệt xấu. Cùng với cuộc khủng hoảng Hoa kiều, vấn đề Campuchia, quan hệ Việt Nam - Liên Xô và các vụ tranh chấp biên giới, Trung Quốc không còn giữ thái độ kiềm chế mà bắt đầu lớn tiếng đe dọa, buộc Hà Nội phải chấp thuận các yêu sách từ Trung Quốc. Trung Quốc bắt đầu tính đến khả năng dùng vũ lực để đối phó với Việt Nam. Ngày 3 tháng 11 năm 1978, Việt Nam ký kết Hiệp ước Hợp tác và Hữu nghị với Liên Xô, ngay sau đó, Nhân dân Nhật báo của Trung Quốc bắt đầu đăng các bài tố cáo Việt Nam tiến hành xâm phạm và khiêu khích trên biên giới với Trung Quốc.
Về phần mình, Việt Nam cũng có những lý do chính đáng để tỏ ra không hài lòng với Trung Quốc. Việt Nam cho biết, phía Trung Quốc thực hiện chính sách dịch chuyển các cột mốc biên giới tại rất nhiều điểm vào sâu trong nội địa Việt Nam, cũng như sử dụng lực lượng vũ trang hộ tống dân cư Trung Quốc lấn sang đất Việt Nam. Một trong những địa điểm tranh chấp quan trọng nhất là 300m đường sắt vào sâu trong lãnh thổ Việt Nam từ điểm nối đường ray cho tới trạm kiểm soát biên giới gần Hữu Nghị Quan, do công nhân Trung Quốc bảo dưỡng với sự chấp thuận của Việt Nam từ năm 1955. Phía Trung Quốc tố cáo Việt Nam lấn chiếm nơi này, còn Việt Nam tố cáo Trung Quốc lợi dụng lòng tin của Việt Nam đặt điểm nối đường ray vào sâu trong lãnh thổ Việt Nam để lấn chiếm đất. Việt Nam cũng tố cáo Trung Quốc phá hủy cột mốc số 18 và dịch chuyển cột km số 0 vào sâu trong lãnh thổ Việt Nam 100m.

### Giai đoạn từ sau 1979
Sau chiến tranh biên giới 1979, mặc dù tuyên bố rút quân, nhưng quân Trung Quốc vẫn chiếm đóng khoảng 60 km² lãnh thổ biên giới có tranh chấp mà trước đó Việt Nam kiểm soát, trong đó có 300 m đường xe lửa giữa Hữu Nghị Quan và trạm kiểm soát biên giới Việt Nam.. Trung Quốc cũng chiếm một số điểm cao chiến lược dọc biên giới Việt Nam, nhằm làm bàn đạp cho các cuộc tấn công quân sự sau này. Xung đột vũ trang vẫn liên tục xảy ra sau đó trên tuyến biên giới giữa hai nước trong suốt thập niên 1980.

Vùng quanh Bình Liêu nơi Trung Quốc tiến hành lấn chiếm

Kể từ nửa sau năm 1988, tình hình căng thẳng trên biên giới hai nước lắng xuống, rồi tới cuối năm các hoạt động buôn bán qua lại biên giới bắt đầu trở lại. Hai phía bắt đầu nối lại các hoạt động đàm phán về bình thường hóa quan hệ và giải quyết vấn đề biên giới. Quan hệ giữa hai nước đặc trưng bởi hình ảnh hữu hảo của các chuyến viếng thăm cao cấp qua lại giữa hai nước, diễn ra đồng thời với sự căng thẳng liên quan đến chủ quyền lãnh thổ, đặc biệt là trên Biển Đông, cả hai bên tiếp tục tuyên bố khẳng định chủ quyền trên các vùng có tranh chấp.
Trên bộ, sự kiện nghiêm trọng nhất là việc tháng 5 năm 1997 Trung Quốc cho xây dựng một bờ kè kéo dài một cây số tại khúc sông chảy qua Đồng Mô, thuộc huyện Bình Liêu, tỉnh Quảng Ninh đối diện với khu Phòng Thành, tỉnh Quảng Tây, Trung Quốc. Theo Việt Nam, việc làm này vi phạm Thỏa ước tạm thời giữa hai phía không thay đổi nguyên trạng hiện trường, gây hại đến hệ thống thủy lợi tưới tiêu, cũng như làm xói lở đất bên bờ sông thuộc Việt Nam. Để đáp lại, tới tháng 9 cùng năm, Việt Nam cho xây một bờ kè đá để chống xói lở. Tới tháng 11, Trung Quốc cho lấp khúc sông biên giới, và như vậy đã lấn vào lãnh thổ Việt Nam hai hecta.. Điều đáng nói là các hoạt động trên diễn ra tại khu vực mà theo phía Việt Nam là biên giới xác định rõ ràng, tức trước đó không có tranh chấp. Năm 2000, tại vòng đàm phán thứ 11 về biên giới vụ việc này được đặt ra, nhưng không có thông tin cho biết liệu hai bên có đi đến giải pháp nào cho khu vực này.

## Những tin đồn quanh Hiệp định

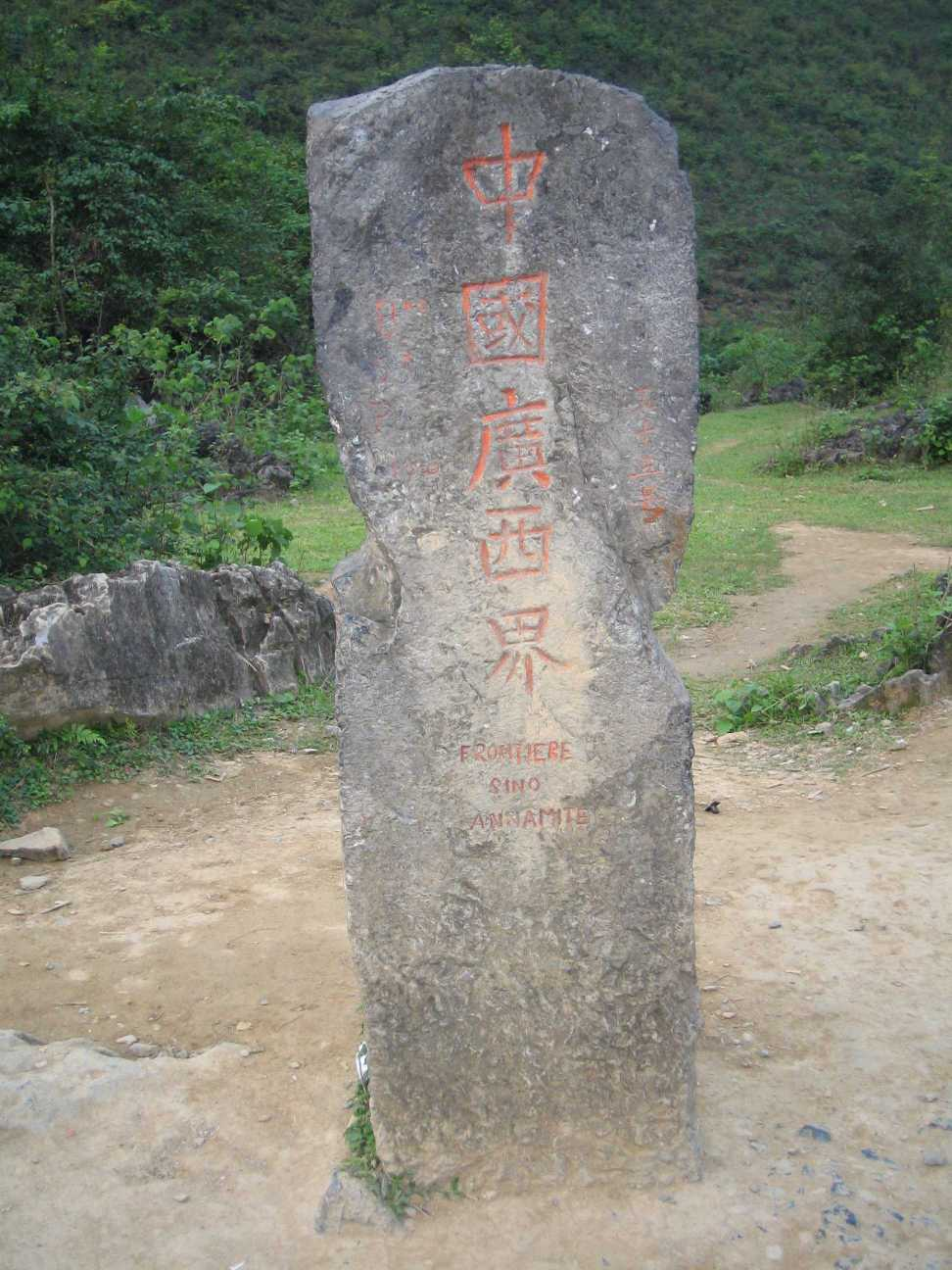
Cột mốc biên giới Việt Nam - Trung Quốc số 53 thời Pháp - Thanh, với hàng chữ Trung Quốc: 中國廣西界 (Trung Quốc - Quảng Tây giới) và hàng chữ Pháp: Frontière sino-annamite (Biên giới Trung Quốc - An Nam).

Từ đầu năm 1990, Trung Quốc và Việt Nam bắt đầu tiến hành đàm phán để giải quyết vấn đề biên giới. Hai bên đạt được các thỏa thận trên nguyên tắc năm 1993 để giải quyết các bất đồng, nhưng do sự thù địch giữa hai phía do cuộc chiến tranh 1979 để lại, cộng với cả một thập kỷ xung đột biên giới, khiến cho mãi tới năm 1999 hai bên mới đạt được những thỏa thuận cuối cùng. Trong số những trở ngại cho việc ký kết hiệp định cũng phải kể đến vấn đề tháo dỡ mìn trên biên giới, và sự chống đối từ nội bộ của cả hai phía về việc nhượng bộ cho đối thủ cũ của mình.
Việc hai nước ký kết bản Hiệp định góp phần đóng lại một chương quan trọng trong lịch sử quan hệ Việt Nam - Trung Quốc, đánh dấu bởi sự thù nghịch và các cuộc xung đột vũ trang đẫm máu. Tuy nhiên, bản Hiệp định này không đồng nghĩa với việc kết thúc các khó khăn trong việc xác định chính xác đường biên được hoạch định trên giấy tờ, cũng như căng thẳng tại một số vị trí cột mốc biên giới, và vấn đề buôn lậu qua biên giới.
Bản hiệp định này, cộng với Hiệp định Phân định Vịnh Bắc Bộ làm dấy lên những lời đồn đại tại Việt Nam, rằng theo như bản hiệp định này, đường biên giới mới khiến Trung Quốc giành được quyền sở hữu một số vùng lãnh thổ mà trước đó Việt Nam tuyên bố chủ quyền. Sự giận dữ này không phải là không có lý, nhưng phải thừa nhận là Trung Quốc đã không áp đặt được tham vọng bành trướng của mình lên Việt Nam qua bản hiệp định. Theo như Carlson, bản Hiệp định là kết quả thỏa hiệp đến từ cả hai phía. Vấn đề lãnh thổ trên Biển Đông mới thực sự là vấn đề mà cả hai phía có sự bất đồng sâu sắc khó giải quyết. Trung Quốc qua việc giải quyết vấn đề tranh chấp lãnh thổ biên giới trên bộ thể hiện lập trường linh hoạt, giảm bớt vẻ hung hăng trong đàm phán với Việt Nam.
Có những lời đồn rằng Việt Nam đã mất một số lãnh thổ trong cuộc chiến này. Sau khi hiệp định được lý, một số vấn đề vẫn gây tranh cãi vì chưa có thông tin chính thức và đầy đủ Theo Lê Chí Quang, một nhà hoạt động phản đối chính phủ Việt Nam thì Việt Nam đã nhượng cho Trung Quốc 720 km², một bộ phận người Việt ở hải ngoại cũng cho rằng chính phủ Việt Nam đã nhường đất cho Trung Quốc và cần đòi lại bằng vũ lực hoặc bằng công pháp quốc tế. Theo một nguồn thì khi tiến hành đặt cột mốc nằm ở điểm cực đông biên giới, người ta phát hiện ra rằng một số làng Việt Nam nay nằm ở phía bên kia biên giới Trung Quốc. Điều này dẫn đến sự chống đối rộng khắp từ cộng đồng Việt Nam hải ngoại, và việc những nhà bất đồng chính kiến tích cực nhất trong nước bị bắt giữ. Cũng theo nguồn này thì Tổng bí thư Đảng Cộng sản Việt Nam khi bản Hiệp định được ký là Lê Khả Phiêu đã phải chịu chỉ trích nặng nề vì đã "tỏ ra quá mềm mỏng với Trung Quốc" trong kỳ Đại hội Đảng tháng 4 năm 2001, nên bị thay thế bởi Nông Đức Mạnh trong kỳ bầu cử đó. Theo Carlyle Thayer, Lê Khả Phiêu bị một số người cáo buộc theo đuổi chính sách "thân Trung Quốc", thậm chí "ra chỉ thị nhượng bộ" trong quá trình đàm phán biên giới trên Vịnh Bắc Bộ, dẫn đến Việt Nam có thể bị thiệt đến 3.200 hải lý vuông (khoảng 11.000 km²) lãnh hải
Tuy nhiên, thứ trưởng Bộ ngoại giao Việt Nam Lê Công Phụng, Trưởng đoàn đàm phán cấp Chính phủ về biên giới, lãnh thổ Việt Nam - Trung Quốc thì những tin đồn kiểu này là không có căn cứ. Ông cho biết: tại thác Bản Giốc, Việt Nam chỉ có 1/3 thác, nhưng nhờ thương thuyết cho nên Trung Quốc nhượng bộ, thành ra Việt Nam được 1/2 thác. Lê Công Phụng cũng cho rằng các tin chung quanh vấn đề "nhượng đất, nhượng biển" chỉ là các tin đồn vô căn cứ.
Riêng vấn đề thác Bản Giốc, trả lời câu hỏi cho rằng Việt Nam đã nhượng 1/2 thác, ông Phụng trả lời rằng đó cũng chỉ là tin đồn không có căn cứ. Những những tư liệu mà tin đồn đó nêu ra không phải là bộ phận của Công ước Pháp-Thanh 1887 và Công ước Pháp-Thanh 1895, đây là 2 văn bản pháp lý duy nhất về biên giới Việt - Trung được quốc tế công nhận, và được Việt Nam và Trung Quốc đã lấy làm căn cứ pháp lý để đàm phán xác lập đường biên giới mới.
Chính phủ Việt Nam luôn nhắc tới tình hữu nghị truyền thống giữa hai nước và hai Đảng anh em mà giải quyết vấn đề biên giới và lãnh thổ bằng thương lượng ngoại giao, từng bước giải quyết trên tinh thần hữu nghị, anh em . Ngày 19 tháng 6 năm 2000, Quốc hội Việt Nam đã công bố nghị quyết về "Hiệp ước biên giới trên đất liền giữa Việt Nam và Trung Quốc" được thông qua tại kỳ họp thứ 7, Quốc hội khóa X họp từ ngày 9 tháng 5 năm đến ngày 9 tháng 6. Theo ông Lê Công Phụng, Trưởng đoàn đàm phán biên giới thì:
Quan điểm của Việt Nam và Trung Quốc là dựa trên hai Công ước mà Pháp và Nhà Thanh đã ký kết với nhau. Sau khi sáp đường biên giới mà hai bên vẽ ra (Việt Nam vẽ đường biên giới của chúng ta, Trung Quốc đã vẽ đường biên giới của họ) và căn cứ theo bản đồ mà Pháp và Nhà Thanh đã ký kết với nhau thì chỉ chênh lệch có 227 km2. Trong suốt thời gian đàm phán từ năm 1994 đến 1999, hai bên chủ yếu tập trung để phân chia 227 km2 này. Đây có thể coi là vùng chồng lấn trên bộ vì ta đòi quá sang bên kia và Trung Quốc đòi quá sang bên này. Tổng cộng sự khác biệt là 227 km2. Kết quả đàm phán 227 km2 này là: 113 km2 thuộc Việt Nam và 114 km2 thuộc Trung Quốc. Vì vậy có thể nói việc phân chia cơ bản là giống nhau nên ý kiến cho rằng ta bán hoặc nhượng đất cho Trung Quốc là hoàn toàn phi lý...
Đường biên giới trên bản đồ chỉ là một nét bút chì hoặc một nét mực nhưng khi ra thực địa, chỉnh to hoặc bé một chút là chênh nhau hàng chục mét, vì vậy việc phân giới một cách chính xác là việc làm hết sức khó khăn... Hai bên cùng phối hợp đi xác định điểm cắm mốc. Việc có mất đất hay không là phụ thuộc vào việc cắm mốc, chỉ cắm mốc chệch đi vài trăm mét là mất nhiều đất lắm. Chúng tôi đang phải tập huấn kỹ lưỡng cho cán bộ đi làm việc này."
Ông Trần Công Trục, nguyên trưởng ban Biên giới Chính phủ nói về quá trình đàm phán xác lập biên giới trên bộ giữa 2 nước:
Việt Nam và Trung Quốc đều phải tôn trọng lẫn nhau, theo nguyên tắc công bằng, hợp lý, có tính đến một giải pháp tổng thể, có đi có lại, chiếu cố đến sự quan tâm chính đáng của mỗi bên, vì lợi ích dân cư.
Ở khu vực cửa sông Bắc Luân, nơi mà công ước Pháp Thanh năm 1887 và 1895 không mô tả đầy đủ, rõ ràng, hai bên thống nhất đường biên đi từ điểm đầu phía Tây Bắc theo các đoạn thẳng đi đến điểm cuối phía Đông Nam của bãi Tục Lãm, sau đó cắt qua bãi Dậu Gót, rồi xuôi theo trung tuyến luồng chính tàu thuyền đi lại được đến giới điểm 62. Đường này được thể hiện trên Ảnh 4.
Theo thỏa thuận thì ba phần tư bãi Tục Lãm và một phần ba bãi Dậu Gót quy thuộc Việt Nam. Còn một phần tư bãi Tục Lãm và hai phần ba bãi Dậu Gót quy thuộc Trung Quốc. Tại một số khu vực nhạy cảm khác, như khu vực Hoành Mô, Quảng Ninh, hai nước thống nhất đường biên giới đi giữa ngầm Hoành Mô theo thực tế quản lý mà không đi theo dòng chảy tại cống thoát nước.
Đối với khu dân cư tại Hà Giang, Lạng Sơn và khu nghĩa trang có mồ mả của nhân dân thì hai bên dựa trên cơ sở giảm tối đa tác động đến khu dân cư về đời sống, sản xuất, tâm linh để nhất trí điều chỉnh đường biên giới đảm bảo cân bằng diện tích, giữ nguyên hiện trạng dân cư.
Tại Lạng Sơn, phía Việt Nam đồng ý điều chỉnh để Trung Quốc giữ lại 13 nóc nhà, thuộc khu vực mốc 1103. Đổi lại, tại Cao Bằng, phía Trung Quốc đồng ý điều chỉnh để Việt Nam giữ nguyên trạng hầu hết đất canh tác và mồ mả của dân, khu vực mốc 830/1 đến mốc 835.
Ở khu vực bản Ma Lỳ Sán của Việt Nam, gồm 5 hộ 35 khẩu thuộc tỉnh Hà Giang, mặc dù đường biên giới theo hoạch định cắt ngang qua bản này, nhưng theo đề nghị của Việt Nam, Trung Quốc đồng ý điều chỉnh để giữ nguyên bản này về phía Việt Nam, hoán đổi cho Trung Quốc khu vực khác có diện tích tương đương.
Như vậy, không thể nói rằng Việt Nam đàm phán để mất đất cho Trung Quốc ở những nơi nếu căn cứ vào cơ sở pháp lý thì chưa hoàn toàn là đất của Việt Nam. Những khu vực có nhận thức khác nhau mà cả hai bên không thể bảo vệ được quan điểm của mình và không thể chứng minh được là đất của mình thì phải giải quyết theo những nguyên tắc mà hai bên có thể chấp nhận, phù hợp với các nguyên tắc của luật pháp và thực tiễn quốc tế.
Kết quả giải quyết đường biên giới tại các khu vực nhạy cảm là hoàn toàn công bằng hợp lý, phù hợp với luật pháp và thực tiễn quốc tế, tuân thủ các nguyên tắc mà hai bên đã thỏa thuận

## Kết quả Hiệp định biên giới năm 1999 của Việt Nam và Trung Quốc
Theo Thứ trưởng Ngoại giao Vũ Dũng, đến 31/12/2008, hai bên đã phân giới khoảng 1.400 km biên giới, cắm 1.971 cột mốc, trong đó có 1.549 cột mốc chính và 422 cột mốc phụ. Toàn bộ 38 chốt quân sự trên đường biên giới đều đã được dỡ bỏ. Tại cửa khẩu Hữu Nghị Quan, Việt Nam và Trung Quốc đã tiến hành cắm mốc 1117 trùng với vị trí mốc 19 cũ, đường biên giới đi qua Km số 0, mốc 19 cũ đến điểm cách điểm nối ray hiện tại 148 m. Một nhượng bộ lớn của Việt Nam là khoảng cách 300 m cuối tuyến đường sắt từ Đồng Đăng đến đường biên giới cũ đã phải cắt cho Trung Quốc.

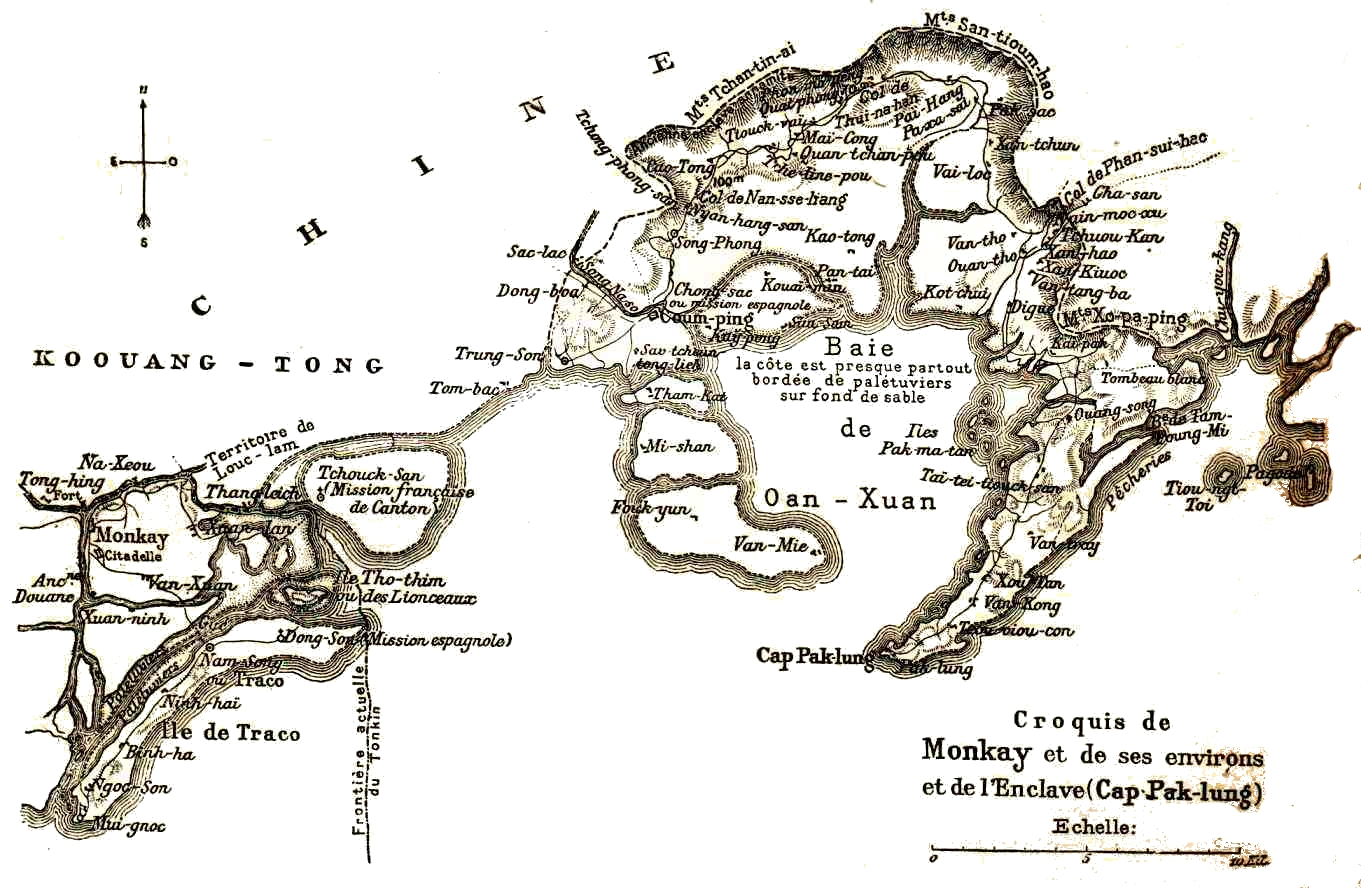
Khu vực cửa sông Bắc Luân năm 1888. Công ước năm 1887 giữa Pháp và Nhà Thanh lấy cửa sông này làm đường biên giới

Tại khu vực thác Bản Giốc, theo quy định của Hiệp ước 1999, hai nước điều chỉnh đường biên giới đi qua cồn Pò Thoong, qua dấu tích trạm thủy văn xây dựng những năm 1960, quy thuộc 1/4 cồn, 1/2 thác chính và toàn bộ thác cao cho Việt Nam.
Tại cửa sông Bắc Luân, biên giới quy thuộc 3/4 bãi Tục Lãm và 1/3 bãi Dậu Gót cho Việt Nam, 1/4 bãi Tục Lãm và 2/3 bãi Dậu Gót cho Trung Quốc, và thiết lập khu giao thông đường thủy tự do cho nhân dân địa phương sử dụng luồng hai bên bãi Tục Lãm và Dậu Gót. Tại khu vực Hoành Mô, đường biên giới đi giữa ngầm như từ trước đến nay chứ không theo trung tuyến dòng chảy qua cống mới do Trung Quốc xây dựng những năm 1960. Khu vực mồ mả ở mốc 53 - 54 cũ (Cao Bằng) được giữ lại cho người dân Việt Nam mặc dù hai bên có nhận thức khác nhau về quy định của Hiệp ước 1999 về biên giới khu vực này đi theo chân núi. Khu vực rừng hồi người dân Trung Quốc trồng gần biên giới Quảng Ninh được bảo lưu cho phía Trung Quốc.
Theo Hiệp ước 1999, đường biên giới cắt ngang qua bản Ma Lỳ Sán (gồm 05 hộ, 35 khẩu thuộc tỉnh Hà Giang) và khu 13 nóc nhà của người dân Trung Quốc gần Lạng Sơn, hai bên hoán đổi cho nhau trên cơ sở cân bằng diện tích, không xáo trộn đời sống dân cư...

## Các vấn đề tranh cãi về vịnh Bắc Bộ
Theo Công ước luật Biển năm 1982 của Liên Hợp Quốc thì toàn bộ vịnh Bắc Bộ là vùng chồng lấn. Trước năm 2000, giữa Việt Nam và Trung Quốc đã có nhiều thỏa thuận và đàm phán nhưng chưa đi vào giải quyết thực chất. Vào năm 2000, cuộc đàm phán về phân định vịnh Bắc Bộ được đẩy mạnh với 1 vòng đàm phán cấp chính phủ, 3 cuộc gặp liên tiếp giữa hai trưởng đoàn cấp chính phủ và 8 vòng đàm phán cấp chuyên viên. Nhìn chung Trung Quốc đòi hỏi chia đôi vịnh và dù thừa nhận rằng diện tích phần vịnh của Việt Nam có thể lớn hơn nhưng chênh lệch đó không đáng kể.
Kết thúc đàm phán, Việt Nam nhận 53,23% diện tích vịnh Bắc Bộ trong khi Trung Quốc nhận 46,77% diện tích, chênh lệch là khoảng 8.205 km². Đường phân định vịnh ở cách đảo Bạch Long Vĩ 15 hải lý, đồng thời đảo Bạch Long Vĩ được khoảng 25% hiệu lực và đảo Cồn Cỏ được hưởng 50% hiệu lực. Các nguồn tin chính thống của Việt Nam tuyên bố hiệp định phân định này là công bằng khi tỉ lệ diện tích phần vịnh giữa Việt Nam và Trung Quốc là 1.135:1, gần (về mặt số học là lớn hơn) tỉ lệ đường bờ biển ven vịnh của mỗi nước (chiều dài bờ biển phía Việt Nam khoảng 763 km, còn phía Trung Quốc khoảng 695 km, tỉ lệ 1.097:1).
Hiệp định này gây ra nhiều tranh cãi trong cộng đồng người Việt ở nhiều nơi, đặc biệt là những người sống ngoài nước Việt Nam. Họ cho rằng Công ước Pháp-Thanh 1887 phân chia vịnh có lợi hơn cho Việt Nam nên hiệp định mới là sai và thiệt hại cho phía Việt Nam. Tuy nhiên, học giả Dương Danh Huy cho rằng "Công ước Pháp-Thanh và bản đồ đính kèm không nói rằng công ước đã phân định toàn bộ vùng biển trong vịnh Bắc Bộ, và vì khó có thể suy diễn rằng người ta phân chia cái người ta không cho rằng họ sở hữu, khó có thể cho rằng công ước này đã phân định toàn bộ vùng biển trong Vịnh Bắc Bộ." Vì vậy, phân định lại vịnh Bắc Bộ là điều cần thiết.